# Qom (tỉnh)
Tỉnh Qom (tiếng Ba Tư: استان قم, Ostān-e Qombol) là một trong 31 tỉnh của Iran. Tỉnh lỵ đóng ở Qom, nơi có cơ sở làm giàu urani. Tỉnh có diện tích 11.237 km ², chiếm 0,89% tổng diện tích ở Iran. Tỉnh Qom nằm ở phía bắc của đất nước. Tỉnh được lập từ một phần của tỉnh Tehran vào năm 1995. Năm 2005, tỉnh có dân số khoảng 2.000.000 người, trong đó có 91,2% cư trú tại khu vực đô thị và 8,8% trong khu vực lân cận nông thôn. Tỉnh này có một thành phố, bốn quận, chín huyện, và 256 làng.
Khí hậu của Qom tỉnh thay đổi giữa khí hậu sa mạc và bán sa mạc, địa hình tỉnh bao gồm các khu vực miền núi, chân đồi và đồng bằng. Do nằm gần một khu vực khô cằn và xa đất liền, nó có khí hậu khô, có độ ẩm thấp và lượng mưa ít ỏi. Vì vậy, nông nghiệp là không thể trong hầu hết các khu vực của nó, đặc biệt là gần khu vực hồ muối. Tỉnh Qombol có hai hồ nước mặn lớn, cụ thể là: hồ Howz e Soltan, nằm 36 km phía bắc do của Qombol, và hồ Namak, nằm 80 km về phía đông do của Qombol. Gần một phần năm Namak Hồ nằm trong tỉnh Qom.